# Daniel Bouckaert
Daniël Ephrem Jean Odiel Bouckaert (Waregem, 17 de mayo de 1894-Assebroek, 26 de diciembre de 1965) fue un jinete belga que compitió en la modalidad de volteo. Participó en los Juegos Olímpicos de Amberes 1920, obteniendo dos medallas de oro, en las pruebas individual y por equipos.

## Palmarés internacional
| Juegos Olímpicos | Juegos Olímpicos  | Juegos Olímpicos | Juegos Olímpicos |
| Año              | Lugar             | Medalla          | Categoría        |
| ---------------- | ----------------- | ---------------- | ---------------- |
| 1920             | Amberes (Bélgica) | Medalla de oro   | Individual       |
| 1920             | Amberes (Bélgica) | Medalla de oro   | Por equipos      |